# Samurai Warriors 3
Samurai Warriors 3 (戦国無双3 Sengoku Musou 3?, in Japan) es la tercera entrega de la serie Samurai Warriors, creada por Tecmo Koei y Omega Force. El juego se lanzó en Japón el 3 de diciembre de 2009, en Europa el 28 de mayo de 2010, en Australia el 10 de junio de 2010 y en Norteamérica el 28 de septiembre de 2010, para la consola Wii.
Shigeru Miyamoto, de Nintendo, asistió a la conferencia de prensa del juego el 5 de agosto de 2009 para presentar un nuevo modo de juego basado en el juego de la Famicom Disk System The Mysterious Murasame Castle. Nintendo publicó y distribuyó el juego fuera de Japón para la Wii.
Una secuela, Samurai Warriors 4, fue anunciada en una conferencia de prensa de SCEJ en septiembre de 2013.

## Historia
Al igual que otros juegos de la serie, el juego reinventa la historia basándose en el periodo Sengoku de Japón, un periodo en el que Japón estaba gobernado por poderosos daimyōs y en el que se produjeron constantes conflictos militares y muchas intrigas políticas que duraron desde mediados del siglo XVI hasta principios del siglo XVII. Sin embargo, el juego tiene un marco temporal ligeramente ampliado en comparación con el juego anterior; mientras que Samurai Warriors 2 se centra principalmente en los acontecimientos que conducen a la gran batalla de Sekigahara, este juego también cubre los acontecimientos anteriores.

## Juego
El juego presenta muchas mejoras en la jugabilidad con respecto a los juegos anteriores de la serie, siendo la más notable la adición del medidor de espíritu, un medidor que permite a los personajes cancelar ciertos ataques para realizar otros más poderosos. Estos se producen en función del nivel del medidor. También se puede combinar con ataques Musou para realizar un "True Musou". Ciertas combinaciones de ataques de las expansiones Xtreme Legends también hacen su aparición. Las armas de cada personaje se clasifican en los tipos Normal, Velocidad y Potencia, de forma similar a Dynasty Warriors 6, con la diferencia de que cada personaje sigue teniendo asignadas armas únicas.
La opción de crear/editar personajes del juego original regresa y es necesaria para acceder al nuevo "Modo Histórico", con el que se puede crear una historia original para editar personajes recreando partes de batallas históricas. Tanto el Modo Historia como el Modo Libre regresan, al igual que el sistema de tienda, que ha sido rediseñado y ahora forma parte del "Dojo", una sección también dedicada a la creación de personajes de edición y a la edición de colores de los personajes existentes. Un modo exclusivo para la versión de Wii es el "Castillo Murasame", basado en el juego de Nintendo Nazo no Murasame Jō, que permite controlar a su protagonista Takamaru.

## Personajes
Siete nuevos personajes hacen su debut jugable en la franquicia Samurai Warriors, la mayoría de ellos antiguos personajes genéricos no jugadores de anteriores entregas. La mayoría de los personajes de los juegos anteriores también regresan, todos rediseñados y varios de ellos con nuevas armas. Cuatro personajes: Goemon Ishikawa, Gracia, Musashi Miyamoto y Kojiro Sasaki no regresan, aunque Gracia vuelve más tarde en la expansión Moushouden. De todos ellos, siete personajes no tienen historias, aunque se les da historias en la expansión Moushouden. En total, hay 30 personajes que regresan para un total de 37 personajes en el juego.
* Denota personajes añadidos a través de los títulos de la expansión
** Denota que Takamaru sólo se encuentra en Samurai Warriors 3/Sengoku Musou 3: Moushouden
La negrita indica los personajes por defecto.
| SW                 | SW2                 | SW3                 |
| ------------------ | ------------------- | ------------------- |
| Hanzō Hattori      | Gracia*             | Aya*                |
| Hideyoshi Toyotomi | Ginchiyo Tachibana  | Hanbei Takenaka     |
| Ina                | Ieyasu Tokugawa     | Kai                 |
| Kenshin Uesugi     | Kanetsugu Naoe      | Kiyomasa Kato       |
| Keiji Maeda        | Katsuie Shibata     | Kanbei Kuroda       |
| Kunoichi           | Kotarō Fūma         | Masanori Fukushima* |
| Magoichi Saika     | Mitsunari Ishida    | Motonari Mōri       |
| Masamune Date      | Motochika Chōsokabe | Muneshige Tachibana |
| Mitsuhide Akechi   | Nagamasa Azai       | Takamaru**          |
| Nobunaga Oda       | Nene                | Ujiyasu Hōjō        |
| Nō                 | Sakon Shima         |                     |
| Oichi              | Toshiie Maeda       |                     |
| Okuni              | Yoshihiro Shimazu   |                     |
| Ranmaru Mori       |                     |                     |
| Shingen Takeda     |                     |                     |
| Yukimura Sanada    |                     |                     |
| Tadakatsu Honda    |                     |                     |
| Yoshimoto Imagawa  |                     |                     |

## Paquetes
El juego se presenta en tres variantes diferentes: una copia independiente del juego, un conjunto de mando clásico Pro y una edición de caja del tesoro. La edición caja del tesoro incluye el mando, así como una minifigura, un CD con la banda sonora original y un libro con estrategias e ilustraciones. El mando incluido en estos dos últimos paquetes es una edición especial del Classic Controller Pro de color negro con el logotipo del juego y las marcas de tinta japonesas en dorado.

## Música
En la conferencia de prensa del juego, el 5 de agosto, se reveló que el artista de JPop Gackt interpretaría dos temas para el juego, "Zan" y "Setsugekka". La canción "Zan" se utilizó en los anuncios promocionales del juego, y también aparece en el final del juego. El sencillo, titulado "Setsugekka (The End of Silence)/Zan", que contiene ambas canciones, se lanzó el 9 de diciembre de 2009.

## Expansiones
El juego cuenta con tres expansiones/puertos que añaden nuevos contenidos o amplían la mecánica de juego.

### Sengoku Musou 3: Moushouden/Z
Sengoku Musou 3: Moushouden es la primera expansión del juego, lanzada para la Wii en Japón el 10 de febrero de 2011. El juego introduce dos nuevos modos, el modo "Carrera original", que permite la oportunidad de crear escenarios originales completando misiones y adquiriendo oro para aumentar las habilidades y la fuerza del jugador, así como el modo "Desafío", básico en la serie, que cuenta con tres desafíos de objetivos variados. También añade nuevas armas, objetos, dos nuevos niveles de dificultad ("Novato" y "Experto") e historias para personajes que no las tenían en el original. El juego también cuenta con funcionalidad online que no era posible en el original. También se lanzó para la PlayStation 3 el mismo día bajo el título de Sengoku Musou 3 Z. Esta versión tiene gráficos actualizados en comparación con la de Wii, pero elimina el modo Castillo de Murasame y a Takamaru. Ambas versiones aún no han recibido un Lanzamiento en el extranjero.

### Sengoku Musou 3: Empires
Sengoku Musou 3: Empires es la segunda expansión del juego, lanzada para la PlayStation 3 en Japón el 25 de agosto de 2011. Al igual que la otra expansión Empires, el juego se centra más en el sistema de batalla política y táctica. El juego presenta una versión diferente del Modo Histórico y del Modo Libre que se ajusta a la estructura de Empires y conserva la función de edición de personajes. Al igual que Moushouden, este juego aún no ha sido lanzado en el extranjero.

### Sengoku Musou 3 Z: Special
Sengoku Musou 3 Z: Special es un port para la PlayStation Portable lanzado en Japón el 16 de febrero de 2012. Al estar basado en Sengoku Musou 3 Z, cuenta con todas sus características (incluyendo la eliminación del modo Castillo Murasame y de Takamaru), así como la posibilidad de que cuatro jugadores compitan en el modo Desafío del juego. Sin embargo, debido a las limitaciones de memoria, los gráficos se han reducido considerablemente. Todavía no ha recibido un Lanzamiento en el extranjero.

## Recepción
Samurai Warriors 3 tuvo una recepción entre mixta y negativa en su lanzamiento; GameRankings le dio una puntuación de 59%, mientras que Metacritic le dio 55 de 100.